# Princess Tutu
Princess Tutu (jap. プリンセスチュチュ Purinsesu Chuchu; dosł. „Księżniczka Tutu”) – anime z gatunku mahō-shōjo stworzone przez Ikuko Itō w 2002 roku w studiu animacji Hal Film Maker.
Jako podkładu muzycznego w anime użyto fragmentów ze znanych przedstawień baletowych, takich jak Giselle, Coppélia, Jezioro łabędzie, Dziadek do orzechów.

## Opis fabuły
Princess Tutu opowiada o kaczce, która została przemieniona w uczącą się baletu dziewczynkę o imieniu Kaczka (jap. Ahiru). Zakochuje się w tajemniczym, szkolnym koledze Mytho i aby przywrócić jego rozbite na kawałki serce, przekształca się w Księżniczkę Tutu.

## Bohaterowie
- Kaczka (jap. あひる Ahiru)

Seiyū: Nanae Katō 
Bardzo przyjacielska kaczka, która została przemieniona w młodą dziewczynkę przez Drosselmeyera przy pomocy magicznego naszyjnika. Zupełnie jak kaczka jest energiczna, niezdarna i gadatliwa. Jeśli Ahiru zdejmie wisiorek lub kwaknie podczas rozmowy, przekształca się z powrotem w kaczkę i aby z powrotem wrócić do ludzkiej postaci musi dotknąć wody nosząc wisiorek. Naszyjnik pozwala Ahiru przekształcać się w Księżniczkę Tutu (jap. プリンセスチュチュ Purinsesu Chuchu). Jako Księżniczka Tutu, Ahiru jest mądra i pełna wdzięku. W mandze jej pełne imię to Ahiru Arima (jap. 辺里唯世 Arima Ahiru).
- Mytho (jap. みゅうと Myūto)

Seiyū: Naoki Yanagi 
Kiedyś szlachetny i miły książę, poświęcił się aby chronić słabych i potrzebujących. Jego serce zostało rozbite aby zapieczętować potwora – Kruka. Uczęszcza wraz z Ahiru do Kinkan Academy (Gold Crown Academy), nie posiada żadnych emocji i jest zależny od swojego przyjaciela Fakira. Wraz z każdym kawałkiem serca odzyskuje umiejętność odczuwania innych emocji. Z pomocą Rue przezwycięża krew kruka, kiedy ostatni odłamek serca zostaje mu zwrócony. Pod koniec anime, prawdziwym imieniem Mytho okazuje się być Siegfried, imię księcia z baletu Jezioro łabędzie, z którego anime zapożycza elementy fabuły.
- Fakir (jap. ふぁきあ Fakia)

Seiyū: Takahiro Sakurai 
Współlokator Mytho i utalentowany tancerz. Początkowo jest zaborczy, nieuprzejmy i stanowczy wobec Mytho, zniechęcając go do jego emocji. Okazuje się później, że chciał tylko chronić Mytho przed powtórzeniem tragicznych wydarzeń z przeszłości. Ahiru pomaga mu zrozumieć, że Mytho chce odzyskać swoje serce. Fakir jest uważany za wcielenie rycerza z historii, który zmarł w ochronie Księcia, ma on nawet bliznę na klatce piersiowej, taką samą jak rana rycerza z bajki. Fakir jest potomkiem Drosselmeyera i czasami może zmieniać rzeczywistość swoją twórczością. Wkrótce uświadamia sobie, że jego pisanie ma wpływ tylko na Ahiru. Z biegiem czasu, Fakir zaczyna mieć uczucia dla Ahiru i na końcu serii obiecuje pozostać przy niej na zawsze.
- Rue (jap. るう Rū)

Seiyū: Nana Mizuki 
Zaawansowana studentka baletu i bardzo podziwiana. Trzyma się na uboczu i tylko Ahiru ośmiela się zaoferować jej przyjaźń. Kochała Mytho od dziecka, ponieważ obronił ją przed krukami. Używa jego brak emocji udając, że są parą. Podobnie jak Ahiru potrafiprzekształcać się w Księżniczkę Claire (Kraehe) (jap. プリンセスクレール Purinsesu Kurēru), córkę Kruka. Z zazdrości przeszkadza Tutu w próbach przywrócenia serca Mytho z obawy, że zakocha się on w kimś innym. Jej ojciec, potworny Kruk, używa jej jako sposób na ożywienie go. Na końcu dowiaduje się, że nie jest krukiem, ale ludzką dziewczyną, która została skradziona rodzicom jako niemowlę w czasie ataku kruków na miasto. W mandze jej pełne imię to Rue Kuroha (jap. 黒羽るう Kuroha Rū).
- Kruk (jap. 大鴉 Ōgarasu)

Seiyū: Takayuki Sugou 
Jest wrogiem w historii Drosselmeyera „The Prince and The Raven” („Książę i Kruk”). Mytho rozbija swoje serce aby zapieczętować Kruka, który teraz wymaga ofiary z młodych, pięknych serc, aby je zjeść i odzyskać swoją pierwotną postać. Wykradł Rue jej rodzicom jako niemowlę i wychował ją jako swoją córkę, Księżniczkę Claire. Jest wobec niej okrutny. Ostatecznie, kiedy miłość Rue do Mytho pozwala mu uwolnić się od zatrutego odłamka, Książę ratuje Rue i wspólnie pokonują Kruka. Kruk nie pojawia się w mandze, ale jest przelotnie wspomniany przez Edel.
- Drosselmeyer (jap. ドロッセルマイヤー Dorosserumaiyā)

Seiyū: Noboru Mitani 
Jest autorem historii „The Prince and The Raven”, bawi go oglądanie zmagań Ahiru, Fakira, Mytho i Rue z ich tragicznymi przeznaczeniem, które im napisał. Wpływa na ich życie nawet po swojej śmierci dzięki maszynie w Clock Tower. Zmarł po tym jak rozgniewani mieszkańcy miasta odcięli mu ręce, aby zatrzymać jego moc wpływania na rzeczywistość swoją twórczością, ale pisząc własną krwią udało mu się stworzyć maszynę do pisania. Jego imię pochodzi od ojca chrzestnego dzieci we wstępie baletu Dziadek do orzechów, najbardziej znanego baletu Czajkowskiego. Nie występuje w mandze.
- Edel (jap. エデル Ederu)

Seiyū: Akiko Hiramatsu 
Jest drewnianą kukłą, nosi katarynkę i tacę z kreatywnie nazwanymi klejnotami. Daje niejasne porady Ahiru i opowiada jej różne historie. Drosselmeyer stworzył ją aby działała jako narrator w jego miejsce. Edel rozwija swoje własne emocje po spotkaniach z Ahiru, coś, czego Drosselmeyer nie przewidział. Spala się jako ognisko, by uratować Fakira i zapewnić światło dla Mytho i Księżniczki Tutu, prosząc ich o zatańczenie pas de deux, zanim się całkowicie spali. W mandze Edel ulega dramatycznej zmianie, stając się człowiekiem, właścicielką sklepu, w którym Ahiru widzi tutu, która ją zachwyca. Jako prezent, Edel daje jej naszyjnik w kształcie jajka i składa jej obietnicę, że jeszcze wróci.
- Uzura (jap. うずら Uzura)

Seiyū: Erino Hazuki 
Mała lalka stworzona przez Karona (przybranego ojca Mytho i Fakira) z popiołów Edel. Lubi grać na bębnie i czasami częściowo przez przypadek pomaga Achiru. Jest bardzo ciekawa i przez całą serię zastanawia się, czym jest miłość. Nie występuje w mandze.
- Autor (jap. あおとあ Aotoa)

Seiyū: Yū Urata 
Nieco snobistyczny student muzyki w Akademii, ma obsesję na punkcie Drosselmeyera i jego mocy. Kiedy zdał sobie sprawę, że Fakir jest potomkiem Drosselmeyera, staje się bardzo nim zainteresowany i zachęca go do korzystania z umiejętności pisania. Nie występuje w mandze.
- Pike (jap. ぴけ Pike)

Seiyū: Sachi Matsumoto 
Jest szczerą osobą i jedną z dwóch najlepszych przyjaciółek Ahiru z klasy. W mandze jest ona zastąpiona przez dziewczynę o imieniu Mai.
- Lilie (jap. りりえ Ririe)

Seiyū: Yuri Shiratori 
Druga najlepsza przyjaciółka Ahiru z klasy. W mandze jest ona zastąpiona przez dziewczynę o imieniu Yuma.
- Pan Kot (jap. 猫先生 Neko-sensei)

Seiyū: Yasunori Matsumoto 
Nauczyciel tańca w Akademii. Jest jednym z niewielu antropomorfizowanych bohaterów z anime pojawiających się w mandze i odgrywa podobną rolę w obu. On wydaje się mieć obsesję na punkcie małżeństwa i często grozi źle zachowującym się uczennicom, że je poślubi, jeśli się nie poprawią. W anime pan Kot szczególnie kieruje te groźby dla Ahiru, ze względu na jej brak koncentracji podczas ćwiczeń, jak i jej niezdarność. Pomimo swoich dziwactw, jest kompetentnym nauczycielem i oferuje porady swoim uczniom. Pod koniec anime pokazano go jako normalnego kota u boku kotki prowadzącego na spacer ich kocięta.
- Narrator

Seiyū: Kyōko Kishida 

## Media

### Anime
Anime Princess Tutu pierwotnie nadawane było w dwóch seriach. Pierwsza „Kapitel des Eies” („Rozdział Jajka”), składała się z 13 półgodzinnych odcinków. Druga seria została wyemitowana jako 25 odcinków piętnastominutowych i jeden pół godzinny. W wydaniu DVD zostały one zamieszczone jako 13 pełnych półgodzinnych odcinków. Druga seria jest nazywana „Kapitel des Junges” („Rozdział Młodej”) lub „Kapitel des Küken” („Rozdział Pisklęcia”).
- Opening: „Morning Grace” jest śpiewany przez Ritsuko Okazaki.
- Ending: „Although my Love is Small” (jap. 私の愛は小さいけれど Watashi no Ai wa Chīsaikeredo) jest również śpiewany przez Ritsuko Okazaki.

### Manga
Mangowa adaptacja serii została napisana przez Mizuo Shinonome. Została opublikowana w Japonii przez Akitę Shoten w shōnen manga magazynie Champion Red i zebrane w dwóch tomach w 2003 roku.